# Аурора (Санта-Катарина)
Аурора (порт. Aurora) — муниципалитет в Бразилии, входит в штат Санта-Катарина. Составная часть мезорегиона Вали-ду-Итажаи. Входит в экономико-статистический микрорегион Риу-ду-Сул. Население составляет 5036 человек на 2006 год. Занимает площадь 206,947 км². Плотность населения — 24,3 чел./км².

## История
Город основан 6 июня 1964 года.

## Статистика
- Валовой внутренний продукт на 2003 составляет 49 659 723,00 реалов (данные: Бразильский институт географии и статистики).
- Валовой внутренний продукт на душу населения на 2003 составляет 9482,48 реалов (данные: Бразильский институт географии и статистики).
- Индекс развития человеческого потенциала на 2000 составляет 0,812 (данные: Программа развития ООН).